# Jakob Thanisch
Jakob Thanisch (auch: Thanitsch; * 8. April 1837 in Trier; † 17. Januar 1894 ebenda) war römisch-katholischer Geistlicher, Rektor und Mitglied des Reichstages.
Nach Studium am Bischöflichen Priesterseminar Trier empfing er 1861 die Priesterweihe. Von 1862 bis 1865 war Thanisch Kaplan bzw. Vikar in Trier und 1865 Pfarrer in Wawern. 1865 bis 1867 studierte er in Rom, wo er am Priesterkolleg Santa Maria dell’ Anima lebte. 1867 promovierte er zum Dr. theol. 1867 wurde er Rektor in Konz-Karthaus und 1873 Pfarrer in Linz am Rhein. Als Mitglied der Zentrumspartei war Thanisch 1871 bis 1874 für den Wahlkreis Trier-Stadt Mitglied des Reichstages.